# Syneora mundifera
Syneora mundifera là một loài bướm đêm trong họ Geometridae.